# 渡辺修 (経営者)
渡辺 修（わたなべ おさむ、1970年8月5日－）は、福岡県久留米市出身。

## 来歴
福岡県出身。福岡県立京都高等学校卒業後、福岡大学体育学部体育学科入学。福岡大学大学院の修士課程（スポーツ心理学）を修了し、福岡大学スポーツ科学部の助手を務めた。
2000年のシドニーオリンピックでは日本代表選手をサポート。その後、有限会社チャイルドライク＆スポーツを設立して代表に就任、2012年6月にサイコスポーツ株式会社に商号を変更した。また、アビスパ福岡など日本プロサッカーリーグ（Jリーグ）加盟の選手のサポートなども手掛けた。選手・チームのパフォーマンスとゲーム分析を専門とし、選手の評価やメニュー作成で定評があり、これまでサッカーだけでなく、野球やゴルフ、バスケットのプロ選手らと契約を結んでいる。
京都サンガ所属中は、GPSトラッキングシステム（カタパルト社製）を導入したパフォーマンスの分析やコンディショニングを専門に従事した。
2016年12月30日、京都サンガF.C.のテクニカルコーディネーターに就任すると発表された。
2019年12月27日、京都サンガF.C.のテクニカルコーディネーターの退任が発表された。
2019年1月、テゲバジャーロ宮崎強化部に就任。
2020年12月、JFLで2位となり宮崎県内チームとして初めてJリーグに昇格。
2023年12月14日、23シーズンをもって強化部スタッフを退任する事が発表された。